# WWE 메인이벤트
메인이벤트(Main Event)는 WWE의 프로그램이다. 러 , 스맥다운 두 브랜드 경기를 합쳤다. 전까지는 토요일에 진행했으나 수요일로 변경되어 ION 텔레비전에서 미국 전역에 방영되었고, WWE 네트워크 출범이후 WWE 네트워크에서 매주 화요일로 생방송 방영으로 변경되었다가 같은 날 녹화 방영을 하는 것으로 다시 방침이 변경됐다. 2016년 7월 19일 다시 시행되는 로스터 스플릿 이후부터는 스맥다운의 2진 프로그램으로 개편되어서 스맥다운 로스터들만 나오는 프로그램으로 한동안 방영되다가 같은 해 11월 25일 WWE 슈퍼스타즈가 폐지를 하며 RAW의 2진급 프로그램으로 방송되고 있다.